# 프리드리히 빌헬름 폰 호엔촐레른 후작

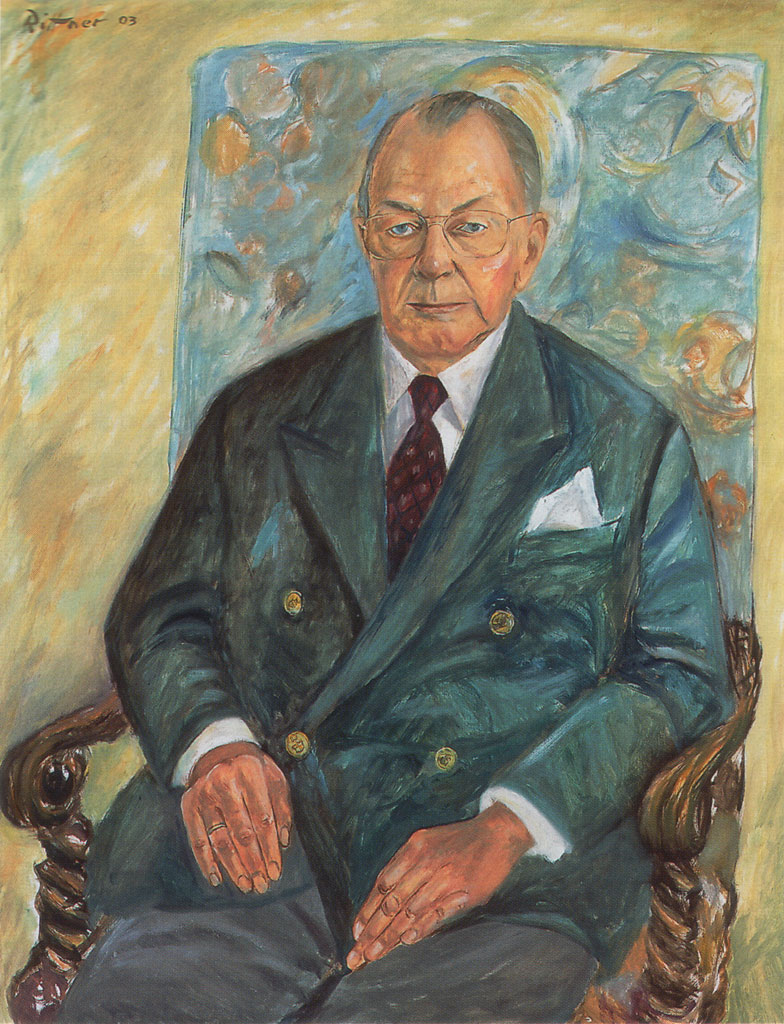
프리드리히 빌헬름 폰 호엔촐레른 후작

호엔촐레른 후작 프리드리히 빌헬름(Friedrich Wilhelm Prinz von Hohenzollern, 1924년 2월 3일 ~ 2010년 9월 16일)은 호엔촐레른 가문의 수장으로 45년 넘게 재임했다.